# Going Down on Love
〈Going Down on Love〉는 1974년 음반 《Walls and Bridges》의 첫 곡으로 발매된 존 레논의 곡이다. 이 음반은 또한 1985년에 레논의 〈Jealous Guy〉 싱글의 B 사이드로도 발매되었다.